# Sidmar Antônio Martins
Sidmar Antônio Martins (* 13. Juni 1962) ist ein ehemaliger brasilianischer Fußballspieler.

## Karriere
Sidmar begann seine Karriere bei Guarani FC und spielte unter anderem auch beim EC XV de Novembro (Piracicaba), Portuguesa und Grêmio FBPA. 1988 stand er zeitweilig im Kader des EC Bahia, welcher in dem Jahr die Copa União 1988, die oberste Spielklasse Brasiliens in dem Jahr, gewann. Er stand hier bis zum Jahresende im Kader. Zum Jahreswechsel endete sein Kontrakt und er wurde an Associação Portuguesa de Desportos verkauft. Dadurch stand er Bahia ab dem Viertelfinale der Meisterschaft nicht mehr zur Verfügung und er verpasste es, die Meisterschaft mit Bahia zu feiern.
Im Juli 1993 unterschrieb er einen Vertrag beim japanischen Erstligisten Shimizu S-Pulse. 1993 erreichte er das Finale des J.League Cup. Für Shimizu bestritt er 61 Erstligaspiele. September 1995 beendete er seine Karriere als Fußballspieler.